# Newenden
Newenden är en ort och civil parish i grevskapet Kent i sydöstra England. Orten ligger i distriktet Ashford, cirka 8 kilometer sydväst om Tenterden. Den ligger vid gränsen till East Sussex. Civil parishen hade 224 invånare vid folkräkningen år 2021.